# Ewa Komorowska
Ewa Barbara Komorowska (ur. 1957 w Krakowie) – polska profesor nauk humanistycznych w zakresie filologii, specjalizująca się w komunikacji językowej, lingwistyce słowiańskiej, lingwistyce tekstu, semantyce oraz pragmatyce, nauczyciel akademicki

## Życiorys
Urodziła się w 1957 w Krakowie, w którym spędziła swoje dzieciństwo i młodość. Tam też kolejno ukończyła szkołę podstawową oraz średnią, a następnie podjęła studia w Instytucie Filologii Rosyjskiej Uniwersytetu Jagiellońskiego, ukończone magisterium w 1980. Stopień naukowy doktora nauk humanistycznych w zakresie językoznawstwa uzyskała na tej samej uczelni w 1989 na podstawie pracy Analiza semantyczna przysłówka ‘sovsem’ na tle innych przysłówków ‘pełności cechy (na mat. jęz. ros.) napisanej pod kierunkiem prof. Marii Honowskiej. W 2001 Rada Wydziału Filologicznego Uniwersytetu Jagiellońskiego nadała jej stopień naukowy doktora habilitowanego nauk humanistycznych w zakresie językoznawstwa o specjalności językoznawstwo słowiańskie, na podstawie rozprawy Leksykalno-semantyczne wykładniki parentezy postpozycyjnej w języku polskim i rosyjskim. W 2011 prezydent Polski Bronisław Komorowski nadał jej tytuł profesora nauk humanistycznych na podstawie dorobku naukowego i monografii Barwa w języku polskim i rosyjskim. Rozważania semantyczne.
Od 1984 zawodowo związana z Uniwersytetem Szczecińskim, gdzie jest zatrudniona na stanowisku pracownika naukowo-dydaktycznego. W 2000 została kierownikiem Zakładu Języków i Kultur Słowiańskich w Instytucie Filologii Słowiańskiej. W latach 2003–2007 była prodziekanem ds. studiów dziennych Wydziału Humanistycznego. Po wyodrębnieniu się z jego struktur Wydziału Filologicznego została wybrana na jego pierwszego dziekana. Pełniła także funkcję pełnomocnika rektora ds. Zachodniopomorskiego Festiwalu Nauki (2008–2012) oraz przewodniczącej Wydziału Nauk Społecznych Szczecińskiego Towarzystwa Naukowego (2006–2012). W latach 2012–2018 była prezesem tego towarzystwa.

## Badania naukowe
Zainteresowania naukowe Ewy Komorowskiej koncentrują się wokół tematyki związanej pragmalingwistyką i komunikacją językowo-kulturową. Występuje jako animatorka wielu międzynarodowych badań naukowych, m.in. na temat pragmatyki języka mówionego w aspekcie konfrontacji językowej polsko-rosyjsko-niemieckiej, jak również propagatorką metody komunikacyjnego nauczania dwóch języków równolegle. Była współorganizatorką wielu konferencji naukowych. Jest redaktorką i współautorką 35 książek i ponad 90 artykułów.

## Wybrane publikacje[8][3][6][9]
- Stereotyp Niemca w społeczności polskiej, Szczecin 2000
- Leksykalno-semantyczne wykładniki parentezy postpozycyjnej w języku polskim i rosyjskim, Szczecin 2001
- Językowa paleta barw stanów psychofizycznych człowieka. „Ann. Neophilologiarum” 2004, 2, s. 125–134
- Pragmatyka dyrektywnych aktów mowy w języku niemieckim, polskim i rosyjskim. Wyd. PRINT GROUP, Szczecin-Rostok 2008, 220 ss. ISBN 978-83-61350-22-4
- Niemiecko-polski słownik frazeologii biblijnej z komentarzem historyczno-etymologicznym. Wyd. Volumina.pl Daniel Krzanowski, Szczecin 2010, 349 ss. ISBN 978-83-62355-20-4 (wsp. Harry Walter, Agnieszka Krzanowska)
- Barwa w języku polskim i rosyjskim: Rozważania semantyczne. Wyd. Nauk. Uniw. Szczec., Szczecin 2010, 299 ss. ISBN 978-83-7241-755-2
- Colour in Polish and Russian: A Semantic-cognitive Study. Wyd. Volumina.pl Daniel Krzanowski, Szczecin 2017
- Functions of colours and coloured objects in Slavic culture : magic, folklore and language. „Beyond Philology” 2023, 20, 3, s. 9-26[10]